# Reprisal
Reprisal és una pel·lícula de thriller d'acció estatunidenca del 2018 dirigida per Brian A. Miller i escrita per Bryce Hammons. La pel·lícula és protagonitzada per Bruce Willis, Frank Grillo, Johnathon Schaech i Olivia Culpo. S'ha doblat i subtitulat al català.
El rodatge principal va començar el 7 d'agost de 2017 a Cincinnati.